# ساشا إيليتش
ساشا إليتش (بالسيريلية الصربية: Саша Илић)، من مواليد 30 ديسمبر 1977 في بوزاريفاتش في صربيا، لاعب كرة قدم صربي.
بدأ مسيرته الكروية مع نادي بارتيزان بلغراد في عام 1996، ولعب معهم حتى عام 2003، وشارك معهم في 200 مباراة وسجل 98 هدف، وفي موسم 2003/2004 انتقل إلى نادي سيلتا فيغو الإسباني، ولعب معهم 13 مباراة وسجل هدف واحد، ومنذ عام 2005 وهو يلعب مع نادي غلطة سراي التركي.
و قد بدأ باللعب مع منتخب صربيا لكرة القدم في عام 2000.

## روابط خارجية
- ساشا إيليتش على موقع الاتحاد الدولي (مؤرشف)  (الإنجليزية)
- ساشا إيليتش على موقع الاتحاد الأوربي (الإنجليزية)
- ساشا إيليتش على موقع اتحاد تركيا (لاعب) (الإنجليزية)
- ساشا إيليتش على موقع قاعدة بيانات كرة القدم.إي يو (الإنجليزية)
- ساشا إيليتش على موقع ناشيونال فوتبول تيمز (الإنجليزية)
- ساشا إيليتش على موقع Soccerway.com (الإنجليزية)
- ساشا إيليتش على موقع عالم كرة القدم.نت (الإنجليزية)
- ساشا إيليتش على موقع AS.com (الإسبانية)